# Hantumhuizen
Hantumhuizen (Fries, officieel: Hantumhuzen, [hɔntm’hüzn]) is een dorp in de gemeente Noardeast-Fryslân, in de Nederlandse provincie Friesland. Hantumhuizen ligt ten noorden van Dokkum, tussen Hantum en Oosternijkerk,  ten zuiden van de N358 aan de Hantumhuistervaart, die uitmondt in het water de Paesens.
De dorpen Hiaure, Hantum, Hantumeruitburen en Hantumhuizen worden samen de 4H-dorpen genoemd en vormen een gezamenlijke gemeenschap. In 2023 telde het dorp 215 inwoners. 

## Geschiedenis
De plaats is ontstaan als een satellietnederzetting van Hantum, waar de plaatsnaam naar verwijst. De plaats is in de middeleeuwen ontstaan op een hoge terp. Deze terp is in 1891 grotendeels afgegraven. De plaats groeide ook buiten de terp waardoor de vorm van de terp niet echt meer zichtbaar is in het landschap, buiten een lichte verhoging bij de kerk.
De plaats werd in de 13e eeuw vermeld als de Hontumhusum, in 1434 als Hontummahusem, in 1441 als Hantma husem en Hantummahusum en in 1505 als Hantumahuysum.
Tot 1984 lag Hantumhuizen achtereenvolgens in de gemeente Westdongeradeel,  Dongeradeel, en Noardeast-Fryslân.

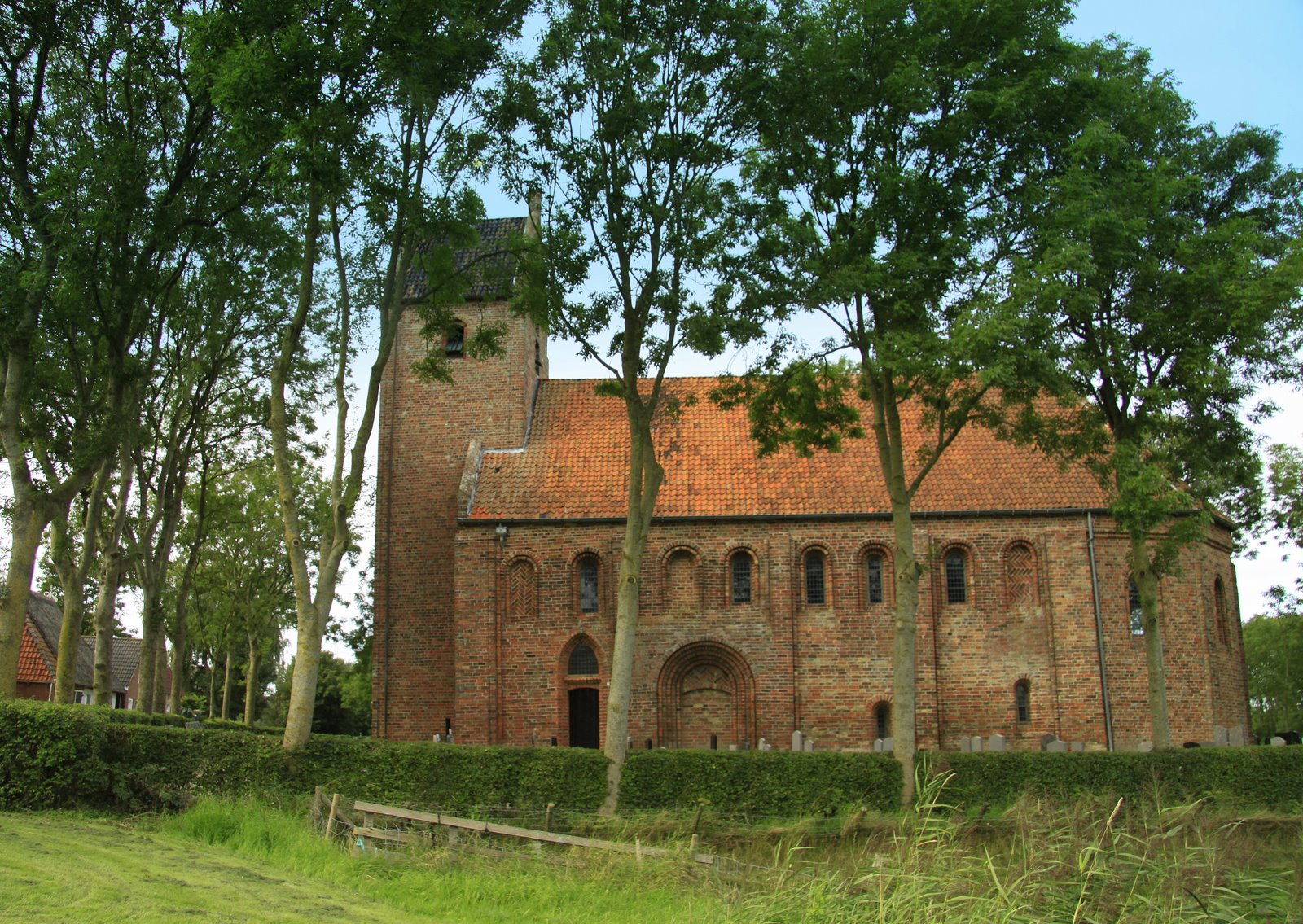
Sint-Annakerk

## Kerken
De kerk van het dorp is de Sint-Annakerk. De zadeldaktoren van deze (voormalige) Nederlands Hervormde kerk dateert uit ca. 1200, in de 13e eeuw is de eenbeukige kerk gebouwd. In de 18e eeuw is het koor toegevoegd. De kerk is een voor Friesland zeldzaam voorbeeld van romanogotiek. Opvallend zijn de tweekleurige patronen (rechthoeken en bloemmotief) waarmee al het pleisterwerk is beschilderd, alsmede de cirkels van siermetselwerk.
Naast de kerk, langs de weg, staat een kunstwerk in de vorm van een opengeslagen boek. In het boek staat het dorpsgedicht dat de Friese dichter Anders Minnes Wybenga (1881-1948) voor Hantumhuizen heeft geschreven.
De andere kerk was de Gereformeerde Kerk in wat later de buurtschap Hantumerhoek werd, in het dorpsgebied van Hantumhuizen. De kerk werd in 1890 gebouwd en werd standaard als de Gereformeerde Kerk van Hantum geduid ondanks diens ligging. De laatste dienst was in 2007 waarna het verkocht is. De kerk werd daarna omgebouwd tot een woning.

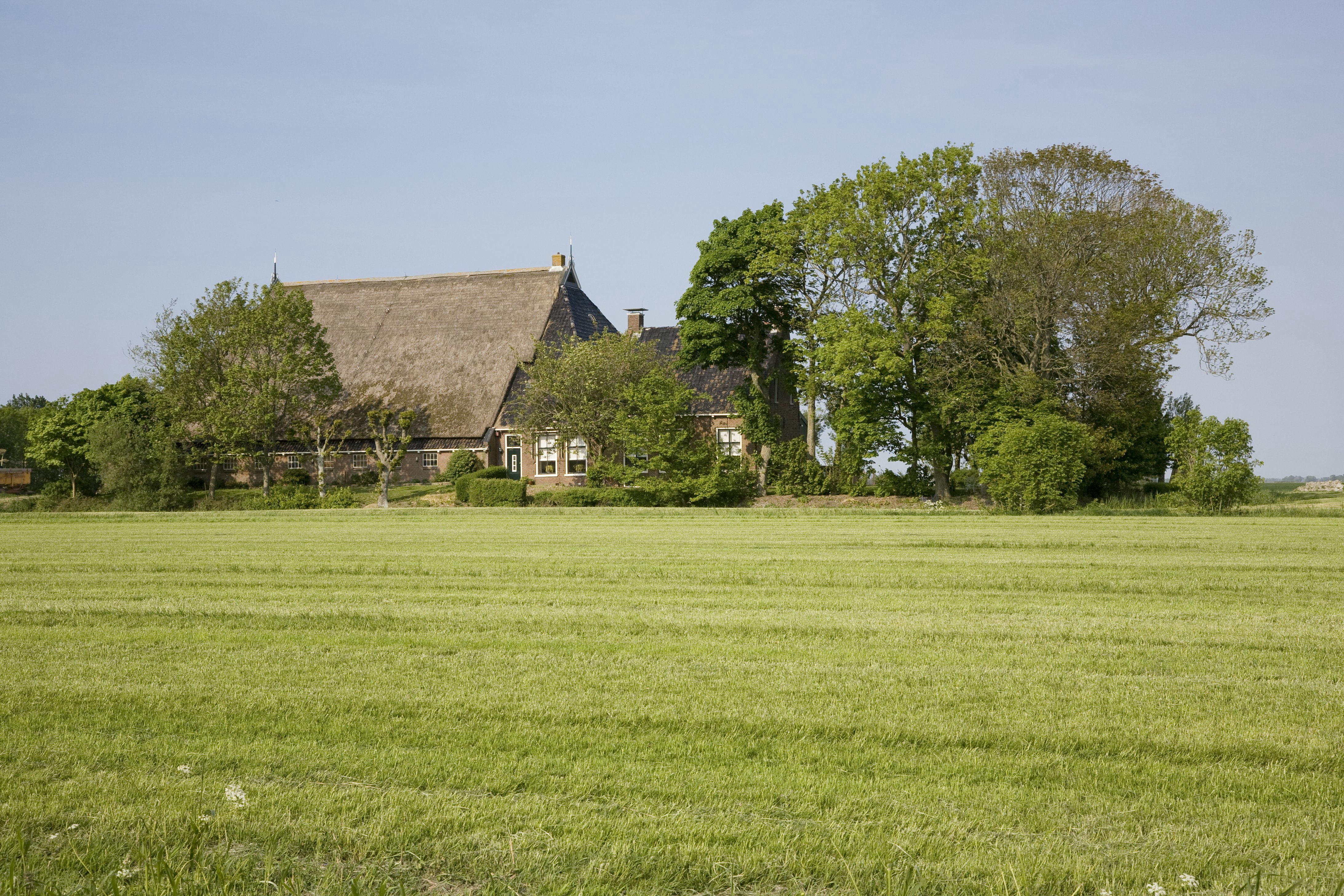
De Poptastate

## Poptastate
De Poptastate is een laatachttiende-eeuwse kop-hals-rompboerderij en is als enige overgebleven van de stinsen die in het dorp hebben gestaan.

## Sport
De Bernejister is een zogenaamd 'tipelfjild', een klein sportveldje waar zomers wordt getiepeld. Tipelje is een oude Friese volkssport. Een deel van het veld is in gebruik als speelplaats voor de kinderen. In het dorp wordt jaarlijks in juni een ringrijderij georganiseerd.
In Hantum is er een kaatsvereniging, De Kletsers en een korfbalvereniging, DTL.

## Cultuur
Hantumhuizen heeft een dorpshuis It Tiksel geheten. Het heeft enkele kleine culture evenementen, zoals op 24 december de herderstocht (op zoek naar de kerststal).
Het grotere dorpshuis van de 4H-dorpen staat in Hantum en is d'Ald Skoalle geheten. In Hantum is een toneelvereniging It Hantumer Ploechje en een gezamenlijke zangkoor SOS Gelegenheidskoar Rûm Sop.

## Onderwijs
Het dorp is net als de andere 4H-dorpen voor het onderwijs aangewezen op de basisschool de Fjouwerhoeke in de buurtschap Hantumerhoek.

## Treinstation
In wat later de buurtschap Hantumerhoek is geworden stond vanaf 1901 op de grens van Hantum en Hantumhuizen een treinstation. Deze verkreeg de naam Station Hantum. In 1940 stopte het reizigersvervoer en in 1960 werd het stationsgebouw afgebroken.